# Ола Камара
Ола Вільямс Камара (норв. Ola Williams Kamara, нар. 15 жовтня 1989, Осло, Норвегія) — норвезький футболіст сьєрра-леонського походження, вінгер клубу «Ді Сі Юнайтед» і збірної Норвегії.

## Походження
Ола народився в сім'ї вихідців з Сьєрра-Леоне, які ще до його народження переїхали в Осло.

## Клубна кар'єра

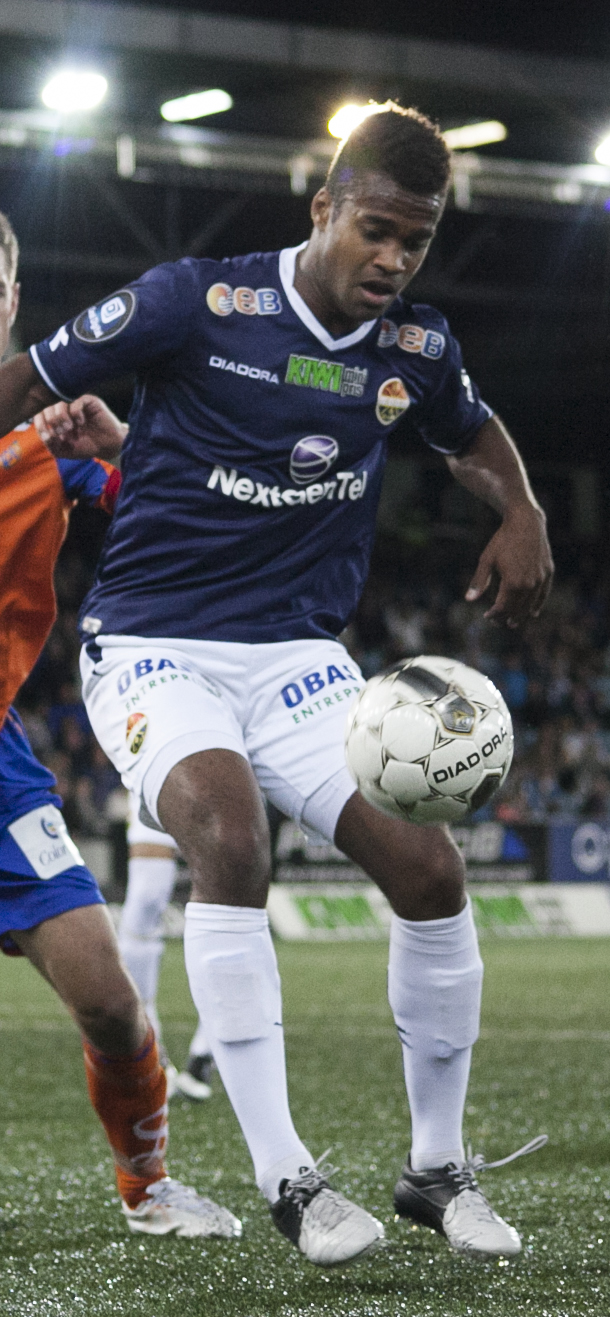
Камара в складі «Стремсгодсета»

Камара — вихованець клубу «Стабек». 1 жовтня 2006 року в матчі проти «Ліллестрема» він дебютував в Тіппелізі, у віці 16 років, замінивши по ходу поєдинку Сомена Чойі. У 2007 році Ола на правах оренди виступав за клуб другого дивізіону «Генефосс». Після повернення в «Стабек» він став чемпіоном країни. У 2009 році Камара перейшов в «Стремсгодсет», де розглядався в якості заміни Маркусу Педерсену. Контракт був підписаний на два роки. 3 травня в матчі проти «Саннефіорду» Ола дебютував за нову команду. 21 червня в поєдинку проти «Тромсе» він забив свій перший гол за «Стремсгодсет». У 2010 році Ола став володарем Кубка Норвегії в складі клубу.
У 2013 році Камара перейшов в австрійський «Рід», але відразу ж був відданий в оренду в німецький «Мюнхен 1860». 4 лютого в матчі проти «Кайзерслаутерна» він дебютував у Другій Бундеслізі].
Влітку того ж року Ола повернувся в «Стремсгодсет» і допоміг команді стати чемпіоном Норвегії, забивши 12 голів в 14 матчах. У 2014 році Камара перейшов у віденську «Аустрію». 9 лютого в матчі проти «Рапіда» він дебютував в австрійській Бундеслізі. 4 травня в поєдинку проти «Гредіга» Камара забив свій перший гол за столичну команду. За рік він забив лише два м'ячі і в 2015 році був відданий в оренду в «Мольде». 7 квітня в матчі проти «Одда» Камара дебютував за нову команду. 11 квітня в поєдинку проти «Буде-Глімт» Ола зробив дубль забивши свої перші голи за «Мольде». 3 липня в матчі проти «Сарпсборг 08» він зробив хет-трик.
На початку 2016 року Камара перейшов в американський «Коламбус Крю». Сума трансферу 425 тис. євро. 9 квітня в матчі проти канадського «Монреаль Імпакт» він дебютував в MLS. 29 травня в поєдинку проти «Реал Солт-Лейк» Ола зробив хет-трик, забивши свої перші голи за нову команду. За підсумками дебютного сезону він став найкращим бомбардиром команди.
У січні 2018 року Камара був обміняний в «Ел-Ей Гелексі». За умовами угоди «Крю» отримав натомість форварда Г'ясі Зардеса і 400 тис. доларів. 5 березня в матчі проти «Портленд Тімберс» він дебютував за нову команду. У цьому ж поєдинку Ола забив свій перший гол за «Ел-Ей Гелексі».
27 лютого 2019 року Камара перейшов до клубу Китайської Суперліги «Шеньчжень».

## Виступи за збірну
11 жовтня 2013 року в відбірковому матчі чемпіонату світу 2014 проти збірної Словенії Камара дебютував за збірну Норвегії, замінивши Даніеля Бротена. 15 січня 2014 року в товариському матчі проти збірної Молдови Ола забив свій перший гол за національну команду. У листопаді 2017 року Камара після трирічної відсутності повернувся в збірну Норвегії, взявши участь в товариських матчах зі збірними Македонії та Словаччини. 23 березня 2018 року в поєдинку проти збірної Австралії він зробив хет-трик.

### Усі голи за національну збірну
| #  | Дата              | Місце                            | Противник | Рахунок | Результат | Хв.  | Змагання            |
| -- | ----------------- | -------------------------------- | --------- | ------- | --------- | ---- | ------------------- |
| 1. | 15 січня 2014     | Мохаммед бін Заєд, Абу-Дабі, ОАЕ | Молдова   | 1:1     | 1:2       | 45+2 | Товариський матч    |
| 2. | 23 березня 2018   | Уллевол, Осло, Норвегія          | Австралія | 1:1     | 4:1       | 36   | Товариський матч    |
| 3. | 23 березня 2018   | Уллевол, Осло, Норвегія          | Австралія | 3:1     | 4:1       | 57   | Товариський матч    |
| 4. | 23 березня 2018   | Уллевол, Осло, Норвегія          | Австралія | 4:1     | 4:1       | 90+1 | Товариський матч    |
| 5. | 19 листопада 2018 | ГСП, Строволос, Кіпр             | Кіпр      | 0:1     | 0:2       | 36   | Ліга націй 2018/19  |
| 6. | 19 листопада 2018 | ГСП, Строволос, Кіпр             | Кіпр      | 0:2     | 0:2       | 48   | Ліга націй 2018/19  |
| 7. | 26 березня 2019   | Уллевол, Осло, Норвегія          | Швеція    | 3:3     | 3:3       | 90+7 | Відбір на Євро-2020 |

## Досягнення
«Стабек»
- Чемпіон Норвегії: 2008

«Стремсгодсет»
- Чемпіон Норвегії: 2013
- Володар Кубка Норвегії: 2010

«Геккен»
- Володар Кубка Швеції: 2022-23